# Typhlotanais rectus
Typhlotanais rectus är en kräftdjursart som beskrevs av Rosalia Konstantinovna Kudinova-Pasternak 1966. Typhlotanais rectus ingår i släktet Typhlotanais och familjen Nototanaidae. Inga underarter finns listade i Catalogue of Life.